# 拉泰里斯
拉泰里斯（法語：La Terrisse，法語發音：[la tɛʁis]）是法国阿韦龙省的一个旧市镇，属于罗德兹区。该旧市镇2009年时的人口为147人。

## 人口
拉泰里斯人口变化图示
| 数据来源：INSEE |